# Tasmabrochus montanus
Tasmabrochus montanus is een spinnensoort uit de familie Macrobunidae. De soort komt voor in Tasmanië.